# Barbara Payton
Pour les articles homonymes, voir Payton.
 (septembre 2021).
Si vous disposez d'ouvrages ou d'articles de référence ou si vous connaissez des sites web de qualité traitant du thème abordé ici, merci de compléter l'article en donnant les références utiles à sa vérifiabilité et en les liant à la section « Notes et références ».
Barbara Payton née le 16 novembre 1927 à Cloquet (Minnesota, États-Unis) et morte le 8 mai 1967 à San Diego est une actrice américaine.

## Biographie
Au cinéma, ses quatre premiers films — y compris deux courts métrages — sortent en 1949, dont Le Traquenard de Richard Fleischer (avec Lloyd Bridges et John Hoyt).
Suivent huit autres films américains jusqu'en 1955, dont les westerns Dallas, ville frontière de Stuart Heisler (1950, avec Gary Cooper et Ruth Roman) et Fort Invincible de Gordon Douglas (1951, avec Gregory Peck et Ward Bond), ainsi que le film fantastique Bride of the Gorilla de Curt Siodmak (1951, avec Lon Chaney Jr. et Raymond Burr).
Confrontée à des problèmes d'alcool et de drogue, elle tente sans succès de relancer sa carrière en tournant deux films britanniques sortis en 1953, dont Four Sided Triangle de Terence Fisher (avec James Hayter et Percy Marmont).
En novembre 1957, elle épouse George A. « Tony » Provas. Il a 23 ans et il gère un magasin de meubles à Nogales en Arizona. Ils divorcent en août 1958.
Le scénariste Robert Polito la rappelle en 1962, elle fréquentait le bar 'Coach and Horses' où le père de Polito surveillait le bar.
Après 1955, quasiment retirée de l'écran, elle y réapparaît une ultime fois en tenant un petit rôle non crédité dans Quatre du Texas de Robert Aldrich (1963, avec Frank Sinatra et Dean Martin).
En 1963, elle a été payée 1 000 $ pour son autobiographie "I Am Not Ashamed", écrite par Leo Guild. Le livre contient des photographies d'elle.
En 1967, malade, elle revient à San Diego, en Californie pour vivre avec ses parents. Le 8 mai 1967, elle décède à la maison d'insuffisance hépatique à l'âge de 39 ans. Elle est incinérée et enterrée au 'Cypress View Mausoleum & Mortuary' à San Diego.

## Filmographie partielle
(films américains, sauf mention contraire)

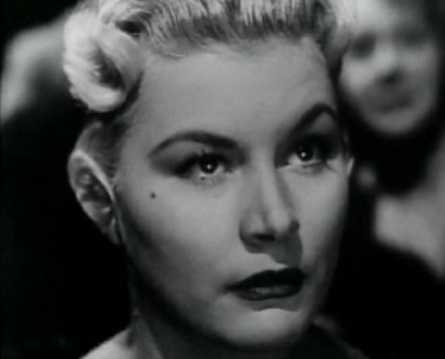
Barbara Payton dans The Flanagan Boy (Bad Blonde) en 1953.

- 1949 : Le Traquenard (Trapped) de Richard Fleischer : Meg Dixon
- 1950 : Le Fauve en liberté (Kiss Tomorrow Goodbye) de Gordon Douglas : Holiday Carleton
- 1950 : Dallas, ville frontière (Dallas) de Stuart Heisler : Flo
- 1951 : Fort Invincible (Only the valiant) de Gordon Douglas : Cathy Eversahm
- 1951 : Le Rocher du diable (Drums in the Deep South) de William Cameron Menzies : Kathy Summers
- 1951 : Bride of the Gorilla de Curt Siodmak : Mme Dina Van Gelder
- 1953 : The Flanagan Boy de Reginald Le Borg (film britannique) : Lorna Vecchi
- 1953 : Four Sided Triangle de Terence Fisher (film britannique) : Lena / Helen
- 1953 : Run for the Hills (en) de Lew Landers : Jane Johnson
- 1953 : The Flanagan Boy' (Bad Blonde) de Reginald Le Borg
- 1953 : The Great Jesse James Raid de Reginald Le Borg : Kate
- 1955 : Murder Is My Beat d'Edgar G. Ulmer : Eden Lane
- 1963 : Quatre du Texas (Four for Texas) de Robert Aldrich : une citoyenne

## Galerie photos

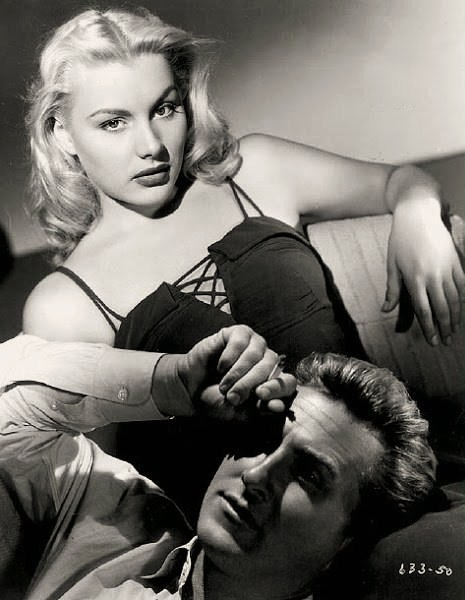
Avec Lloyd Bridges, dans Le Traquenard (1949, photo promotionnelle)
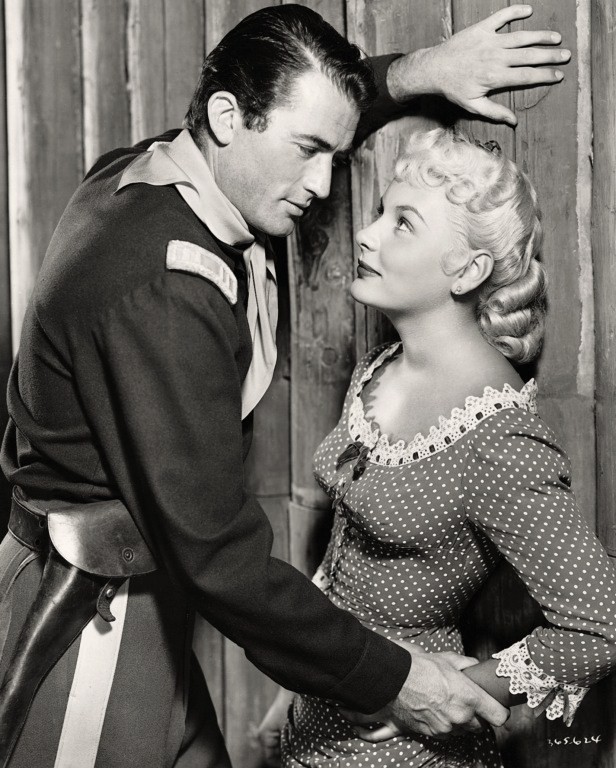
Avec Gregory Peck, dans Fort Invincible (1951, photo promotionnelle)
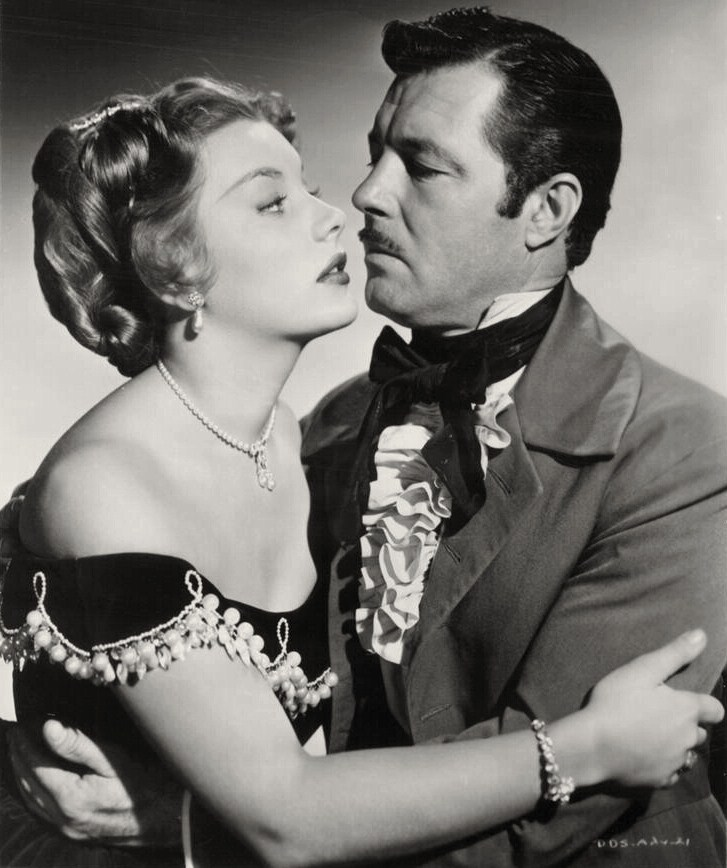
Avec James Craig, dans Le Rocher du diable (1951, photo promotionnelle)
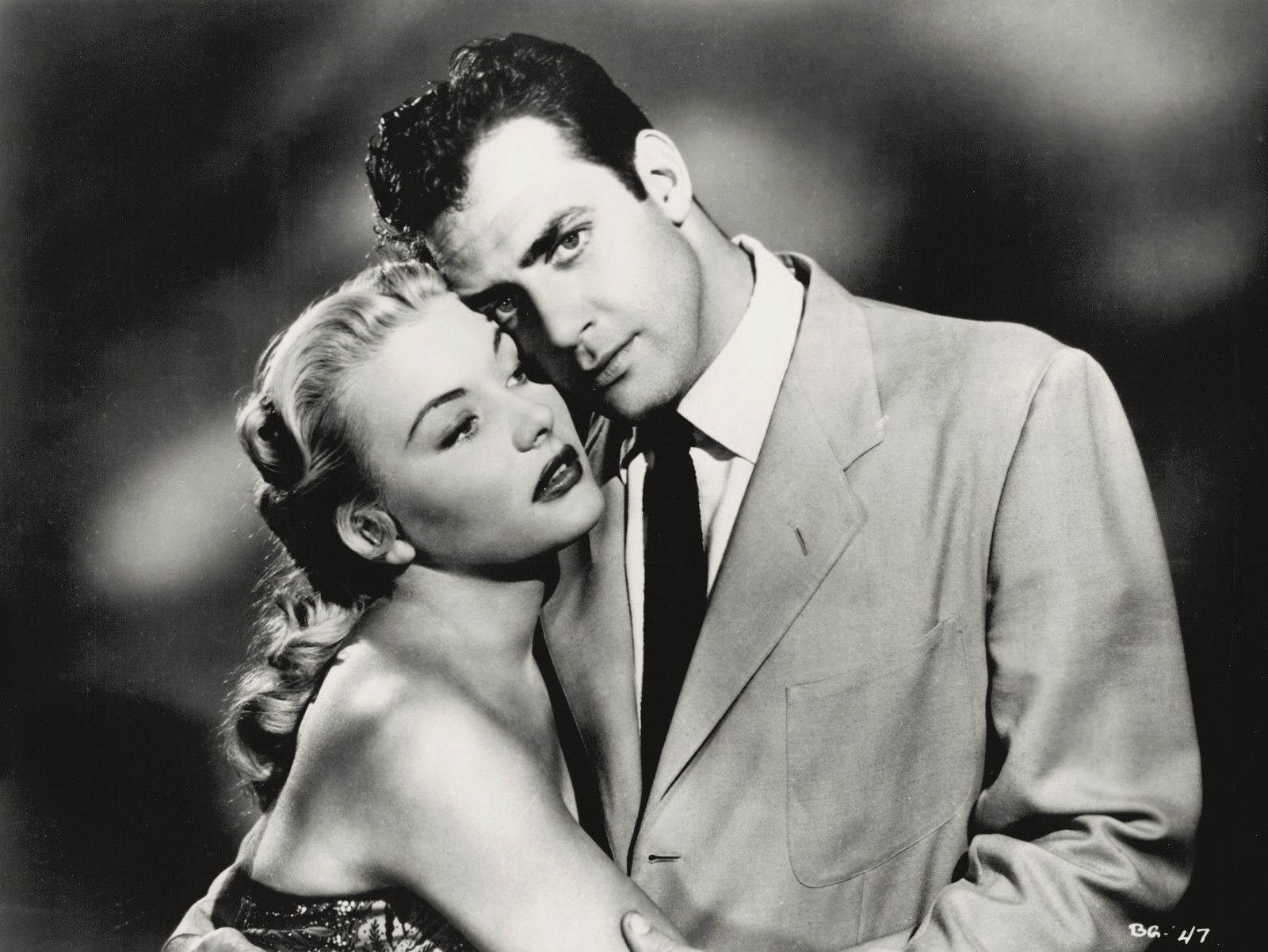
Avec Raymond Burr, dans Bride of the Gorilla (1951, photo promotionnelle)

## Publication
- Hollywood, les hommes et moi [« I am Not Ashamed »]  (trad. de l'anglais par Dominique Forma) (autobiographie)